# Chery Arrizo M7
La Chery Arrizo M7 est un modèle de monospace produit par le constructeur chinois Chery Automobile.

## Histoire

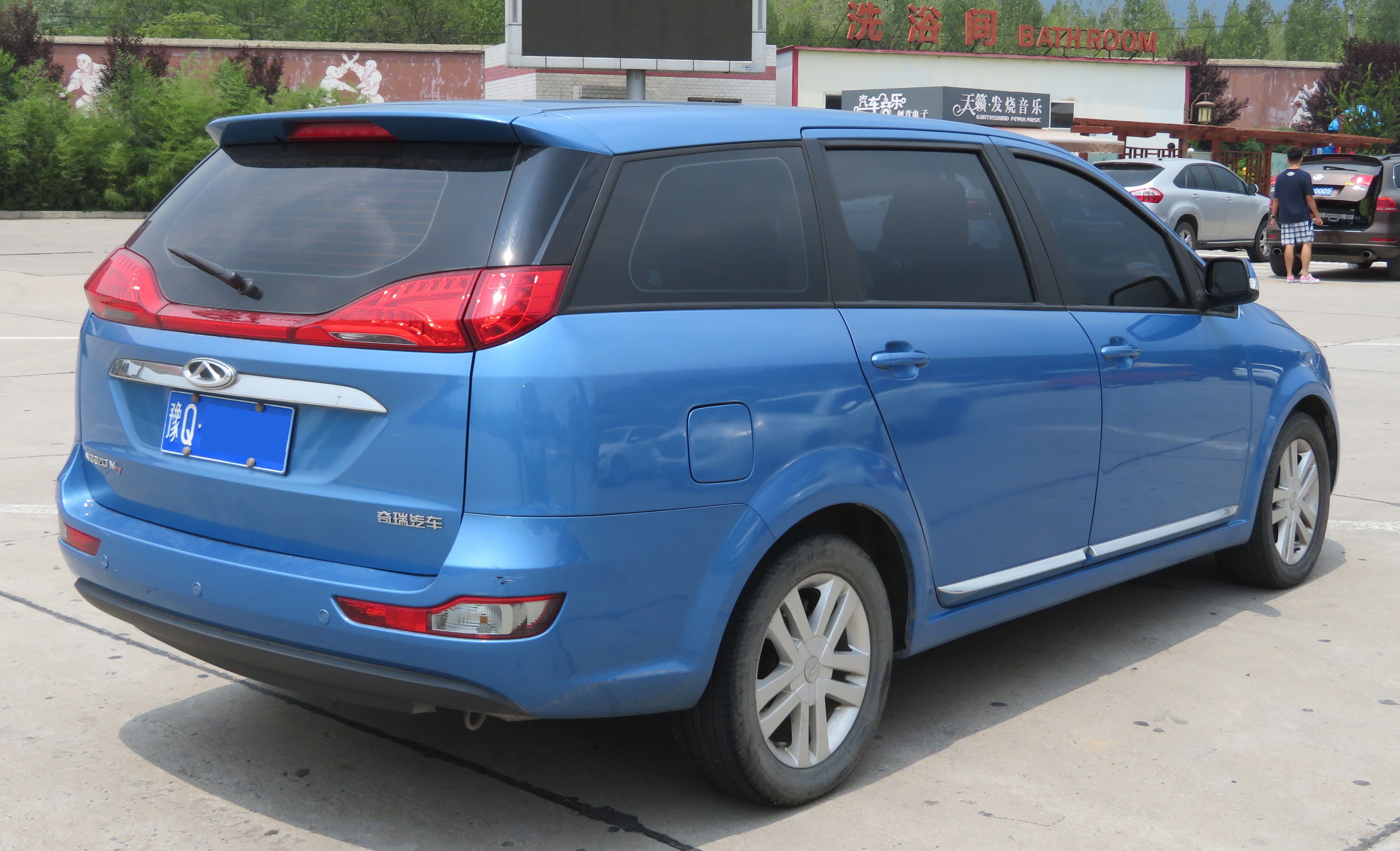
Vue arrière

Le Chery Arrizo M7 est le successeur de la Chery Eastar Cross, qui a fait ses débuts en Malaisie sous le nom de Chery Maxime, où il a été lancé en janvier 2015 avec deux variantes: Standard et Premium,. En avril 2015, lors de l'Auto Shanghai 2015, le Chery Arrizo M7 a été lancé en Chine.